# Max Troll
Max Troll (* 10. September 1902 in Martinsbuch; † 7. April 1972 in Regensburg) war ein deutscher Kommunist, der als Spitzel und Agent Provocateur tätig war und zwischen 1933 und 1936 Hunderte bayerischer Kommunisten an die Bayerische Politische Polizei, einen Vorläufer der Gestapo, verriet. Troll verbrachte 1933 kurze Zeit im Konzentrationslager Dachau und diente während des Zweiten Weltkriegs als Soldat in der deutschen Wehrmacht. Nach dem Krieg wurde er wegen seiner Rolle als Spitzel zu zehn Jahren Gefängnis verurteilt und nach fünf Jahren entlassen.
Troll war selbst nie Nationalsozialist, sondern lehnte das Regime ab, aber für seinen Verrat führte er mehrere Gründe an, darunter finanzielle Schwierigkeiten, seine Behandlung während der Haft in Dachau und die Androhung körperlicher Gewalt gegen seine Stiefbrüder, falls er nicht kooperieren würde.

## Leben

### Frühe Jahre
Troll wurde in Niederbayern geboren, war der Sohn eines Lastwagenfahrers und wuchs in München auf. Er arbeitete ab 1925 als Wasserbauarbeiter auf Baustellen und als Rettungsschwimmer für die Stadt München, verlor aber 1931 wegen seiner linken Aktivitäten seine Arbeit und blieb danach bis 1934 arbeitslos. Er wohnte im Arbeitervorort Giesing in Sozialwohnungen, einer Gegend, die von Arbeitslosigkeit und kommunistischen Aktivitäten geprägt war, und wurde 1932 Mitglied der Kommunistischen Partei Deutschlands (KPD).

### Zeit des Nationalsozialismus
Mit der Machtergreifung Adolf Hitlers übernahmen die Nationalsozialisten am 9. März 1933 auch die Macht in Bayern und Troll wurde noch am selben Tag zusammen mit seinen beiden Stiefbrüdern verhaftet und in das Konzentrationslager Dachau gebracht. Er und seine Brüder gehörten zu den ersten Insassen des Lagers. Troll wurde am 24. Mai 1933 entlassen und arbeitete als Spitzel für die Bayerische Politische Polizei, die unter der Kontrolle von Heinrich Himmler stand. Es ist nicht geklärt, ob er bereits als Spitzel tätig war, als er 1932 der KPD beitrat, oder ob er nach seiner Entlassung durch die Drohung, dass seine Brüder in Dachau getötet oder misshandelt würden, zur Zusammenarbeit gezwungen wurde. Seine schwierige finanzielle Lage sowie die Tatsache, dass er durch die Misshandlungen in Dachau gebrochen war, könnten ebenfalls eine Rolle gespielt haben. Auf jeden Fall bemühte sich Troll ab Mai 1933 intensiv darum, die Namen der bayerischen Kommunisten zu ermitteln, die in den Untergrund gegangen waren. Wegen der dezentralisierten Struktur der kommunistischen Gruppen war es für die Polizei sehr schwierig geworden, den kommunistischen Widerstand zu verfolgen.
Unter dem Decknamen „Theo“ rekrutierte Troll aktiv Mitglieder für den kommunistischen Widerstand. Er war 1934 auf einer Baustelle des Deutschen Museums in München beschäftigt und warb dort erfolgreich Mitglieder an. Diese sowie Kommunisten, die illegale Flugblätter verteilten und Spenden für die Rote Hilfe sammelten, wurden von Troll verraten. Er stieg im April 1935 zum Führer der Roten Hilfe auf. Troll reiste wiederholt in die Schweiz und die Tschechoslowakei, um Spenden und Anweisungen zu erhalten und unterwanderte mit seinen Spitzeln auch den nichtkommunistischen Widerstand in Bayern. Anfang 1936 wurde Troll Bezirksleiter der KPD Südbayerns.
Dank seiner Spitzeltätigkeit konnte die Bayerische Politische Polizei bis Mitte 1935 warten, bis sie eine Verhaftungswelle einleitete, da sie den kommunistischen Widerstand in München fast vollständig unter Kontrolle hatte und ihn durch Troll lenken konnte. Bis zu diesem Zeitpunkt, als der Verdacht schließlich auf ihn fiel, hatte Troll die Namen von 250 Kommunisten und Sympathisanten an die Polizei weitergegeben und ihre Organisationsstruktur verraten, wodurch der kommunistische Widerstand in München fast vollständig zerschlagen wurde. Die Rote Hilfe in München wurde dadurch bis 1936 völlig aufgelöst. Auch in Tegernsee, Gmund und Miesbach kam es zu Festnahmen. Ebenfalls im Mai 1936 zerschlagene Rote Hilfe-Gruppen im Raum Nürnberg-Fürth waren durch ihn  überhaupt erst ins Leben gerufen worden. Einige der von ihm verratenen Widerständler wurden später zum Tode verurteilt und hingerichtet. Er war auch an der Zerschlagung der Münchner Zelle der Sozialistischen Arbeiterpartei Deutschlands beteiligt und knüpfte Kontakte zu katholischen und monarchistischen Widerstandsgruppen wie etwa 1936 zu dem Harnier-Kreis im Rahmen des von der KPD verfolgten Ziels, eine einheitliche Volksfront zum Widerstand gegen Hitler und die Nazis zu schaffen.
Nach seiner Enttarnung durch die Rote Hilfe im Mai 1936 wurde Troll von der Gestapo als Spitzel abgezogen und arbeitete anschließend auf Empfehlung von Karl Brunner, dem Leiter der Gestapo in München, in der Messerschmitt-Flugzeugfabrik in Regensburg. Bereits vor der Enttarnung Trolls gab es Gerüchte über einen Spitzel in KPD-Kreisen, was parteiunabhängige Linke wie die Gruppe Neu Beginnen dazu brachte, auf Distanz zur KPD zu gehen. Während er in seiner Zeit als Polizeispitzel für seine Arbeit gut bezahlt wurde und bis zu 240 Reichsmark im Monat erhielt, bekam Troll nach Beendigung seiner Tätigkeit keine weiteren Vergünstigungen, und die Gestapo bemühte sich aktiv darum, dass er in keiner politisch sensiblen Funktion eingesetzt wurde. Von 1940 bis 1944 diente Troll als Soldat in der Wehrmacht, bis er 1944 in Frankreich in amerikanische Kriegsgefangenschaft geriet. 1946 kehrte er nach Deutschland zurück. Während seiner Zeit beim deutschen Militär bemerkten seine Kameraden, dass Troll gegen das Naziregime war und es kritisierte, was sie auch in seinem Prozess nach dem Krieg bezeugten.

### Nachkriegszeit
Nach dem Krieg spürten ihn ehemalige KZ-Opfer auf, die ihm ein schriftliches Geständnis entlockten, das im Mai 1947 zu seiner Verhaftung in Westdeutschland führte. Er wurde von einer Spruchkammer in Regensburg als Hauptschuldiger Ende Januar 1948 zu zehn Jahren Arbeitslager verurteilt, aber im Mai 1952 aus gesundheitlichen Gründen entlassen. Das Urteil gegen Troll in Regensburg war eines der härtesten für NS-Verbrechen und beinhaltete auch die Einziehung seines Vermögens, den Verlust des Wahlrechts und ein Berufsverbot.
Im Juni 1950 begann die Staatsanwaltschaft München mit Voruntersuchungen gegen ihn wegen Verbrechen der schweren Freiheitsberaubung, zum Teil mit Todesfolge. Jedoch beschloss das Landgericht München am 18. Dezember 1954 die Anklage gegen Troll wegen Verjährung nicht weiter zu verfolgen. Versuche, ihn wegen des Todes von Kommunisten, die er verraten hatte, strafrechtlich zu verfolgen, blieben erfolglos, da das Gericht in München der Ansicht war, dass das Ergebnis seiner Handlungen im Rahmen der damaligen antikommunistischen Gesetze in Deutschland und der antikommunistischen Haltung des Kalten Krieges im Westen lag. Seine drei ehemaligen Kontaktpersonen bei der Gestapo, denen er Bericht erstattete, wurden nicht strafrechtlich verfolgt, obwohl sie wegen ihrer Mitgliedschaft in der Organisation einige Zeit in Haft verbrachten. Einige davon traten nach dem Krieg wieder in den bayerischen Staatsdienst ein.
Die Zerschlagung des kommunistischen Widerstands in München und die Rolle, die Troll dabei spielte, wurde Teil des 2018 erschienenen Romans „Verrat in München und Burghausen“ von Max Brym, der die Geschichte eines fiktiven Protagonisten vor dem Hintergrund der realen Ereignisse erzählt.